# (23968) 1998 XA13
(23968) 1998 XA13 è un asteroide troiano di Giove del campo greco. Scoperto nel 1998, presenta un'orbita caratterizzata da un semiasse maggiore pari a 5,257571 UA e da un'eccentricità di 0,162646, inclinata di 12,508327° rispetto all'eclittica. Ha un diametro di 31,358 km,  un periodo di rotazione di 11,14 ore e un'albedo di 0,065.